# Alex (Fußballspieler, Juli 1977)
Alex (bürgerlich Alessandro dos Santos; jap. 三都主 アレサンドロ Santosu Aresandoro; * 20. Juli 1977 in Maringá, Paraná, Brasilien) ist ein japanischer ehemaliger Fußballspieler mit brasilianischen Wurzeln.

## Karriere
Der gebürtige Brasilianer kam 1994 im Alter von 17 Jahren nach Japan. Er spielte von 1994 bis 1997 in der Schulmannschaft der Meitokugijuku Highschool. Zuvor spielte er acht Jahre in der Jugendmannschaft von Gremio Maringa, einem Klub aus seiner früheren Heimat Brasilien. 1997 unterschrieb er seinen ersten Profivertrag bei Shimizu S-Pulse einem Verein, welcher in Shimizu ansässig ist. In seiner Zeit bei S-Pulse wurde er 1999 Spieler des Jahres in Japan und bekam 2001 die japanische Staatsbürgerschaft. Zwischen Antragstellung und Aushändigung lagen nur acht Monate. Sein erstes Spiel für die japanische Fußballnationalmannschaft machte der linke Außenbahnspieler am 21. März 2002 bei einem freundschaftlichen Länderspiel gegen die Ukraine. Sein erstes Tor schoss er am 2. Mai 2002 gegen Honduras. Alex war erst der zweite im Ausland geborene Spieler Japans, der das Trikot der blauen „Samurai“ überstreifen durfte. Im August 2002 verhandelte der Brasilo-Japaner mit dem englischen Premier-League-Klub Charlton Athletic. Die Verhandlung platzten, da der Linksfuß keine Arbeitsgenehmigung für das Vereinigte Königreich bekam. Im Januar 2004 wechselte er zu den Urawa Red Diamonds. Bis zum Amtsantritt von Ivica Osim als Trainer der japanischen Fußballnationalmannschaft gehörte Alex zum Stamm Japans. Seit der Bosnier Chefcoach im Land der aufgehenden Sonne ist gehört er nur mehr selten zur Auswahl. Am 12. Dezember 2006 wurde er vom österreichischen Klub Red Bull Salzburg für ein Jahr mit Kaufoption von den Diamonds ausgeliehen.
Anfang 2013 wurde bekannt, dass Alex in die J. League Division 2 zu Tochigi SC wechselt.
Im Februar 2015 kehrte Alex in seine ursprüngliche Heimat Brasilien zum Maringá Futebol Clube zurück. Zum Ende des Jahres 2016 beendete er seine Karriere.

## Nationalmannschaft
Für Japan spielte Alex insgesamt 82 Mal und erzielte dabei sieben Tore. Er nahm an den WM-Endrunden 2002 im eigenen Land und 2006 in Deutschland teil. Weiters gewann er 2004 mit Japan den Asien-Cup.

## Kurioses
Über Alex wurde in Japan ein Lied mit den Namen 1,2,Santos vom Eurobeat-Künstler Alessandra Mirka Gatti herausgebracht.

## Auszeichnungen
- 1999: J. League Fußballer des Jahres

## Erfolge
- Asien-Cup Sieger 2004 in der Volksrepublik China mit Japan
- japanischer Meister mit den Urawa Red Diamonds 2006
- Asischer Sieger des Pokal der Pokalsieger 1999 mit Shimizu S-Pulse
- 3× japanischer Pokalsieger mit Shimizu S-Pulse 2002 und den Urawa Red Diamonds 2005, 2006
- 2× japanischer Supercupsieger mit Shimizu S-Pulse 2002 und den Urawa Red Diamonds 2006
- österreichischer Meister mit Red Bull Salzburg 2007
- Teilnahme an der Fußball-WM 2002 in Japan und Südkorea (2 Einsätze)
- Teilnahme an der Fußball-WM 2006 in Deutschland (3 Einsätze/1 Gelbe Karte)
- Teilnahme am Confederations-Cup 2003 in Frankreich
- Teilnahme am Confederations-Cup 2005 in Deutschland
- Japanischer Supercup: 2011

## Auszeichnungen
- J.League Most Valuable Player: 1999